# Haris Seferović
Haris Seferović (Sursee, 22 de febrero de 1992) es un futbolista profesional suizo que juega como delantero en el United F. C. de la División 1 de EAU.

## Trayectoria

### Categorías inferiores
Comenzó su carrera en 1999 en las categorías inferiores del FC Sursee y, tras cinco años, fichó en el verano de 2004 por el Lucerna. Tras tres años en sus equipos juveniles, fue ojeado por el Grasshopper, y el 26 de abril de 2009 debutó en la Superliga de Suiza contra el Neuchâtel Xamax. En enero de 2010, fue nombrado Jugador Juvenil del Año en el cantón de Lucerna.

### Fiorentina
El 29 de enero de 2010 la ACF Fiorentina, club por aquel entonces de la Serie A italiana, lo fichó procedente del Grasshopper a cambio de 2.1 millones de euros. Un día después, La Viola anunció que el acuerdo se había completado. El joven fue asignado al equipo primavera de la Fiorentina. El 4 de agosto de 2011, Seferović fue cedido al Neuchâtel Xamax de la Superliga suiza.
El 27 de enero de 2012 fue cedido al Lecce de la Serie A durante el periodo de traspasos de enero. Pasó la segunda mitad de la temporada 2012-13 en el Novara de la Serie B, marcando 10 goles en 18 partidos, todos como titular. El 17 de abril marcó un triplete en la victoria por 3-1 contra el Livorno, en la que el Novara acabó en el play-off.

### Real Sociedad
El 11 de julio de 2013 cerró un contrato de cuatro años con la Real Sociedad de la La Liga a cambio de 2 millones de euros. Debutó en la Liga el 16 de agosto de 2013, y marcó con un chorro contra el Getafe, asegurando la victoria por 2-0 en casa. Cuatro días más tarde, marcó un gol de volea en la victoria de la Real Sociedad por 2-0 a domicilio contra el Olympique de Lyon en la ronda de clasificación para la Liga de Campeones 2013-14. Jugó 24 partidos de liga en su primera temporada, sólo nueve como titular, y marcó su único otro gol en liga como sustituto de Carlos Vela, que sirvió para cerrar la victoria por 5-0 sobre el Osasuna el 2 de noviembre. El 18 de diciembre, marcó el tercer gol de la Sociedad en la victoria por 4-0 sobre el Algeciras, de tercera categoría, en los octavos de final de la Copa del Rey.

### Eintracht Fráncfort
El 1 de agosto de 2014 completó su fichaje por el Eintracht Fráncfort, de la Bundesliga alemana, firmando un contrato de tres años. El club dijo: "Hemos elegido intencionadamente a un jugador joven que ya tiene un grado de experiencia relativamente alto, pero que todavía tiene mucho margen de mejora". Debutó el 16 de agosto, marcando el primer gol en el minuto 9 en la victoria del Fráncfort sobre el Viktoria Berlín, de cuarta categoría, por 2-0 a domicilio en la primera ronda de la Copa de Alemania. Una semana más tarde, debutó en la Bundesliga y marcó el único gol del primer ataque del Fráncfort para derrotar al SC Friburgo en el Waldstadion. En la derrota del Fráncfort en casa por 4-5 ante el VfB Stuttgart el 25 de octubre, Seferović fue expulsado por segunda tarjeta amarilla.
En la Bundesliga 2015-16, Seferović solo marcó tres veces en 29 partidos, ya que el Fráncfort quedó en 16.ª posición y se vio obligado a disputar una eliminatoria contra el Núremberg para mantener su puesto en la máxima categoría. Tras un empate a uno en el partido de ida en casa, marcó el único gol en la segunda vuelta para mantener la plaza de su club.
Seferović recibió una sanción de tres partidos en febrero de 2017 por golpear a Niklas Stark, del Hertha Berlín, durante una derrota por 2-0 en Berlín. Fue la sexta expulsión de la temporada del Fráncfort y también fue multado con una cantidad no revelada que fue donada a la caridad. Jugó cuatro partidos en la campaña de subcampeón de la Copa de Alemania del equipo, y marcó el gol de la victoria en el Hannover 96 en los octavos de final.

### Benfica
El 2 de junio de 2017, firmó un contrato de cinco años con el campeón portugués Benfica. Debutó con el equipo lisboeta el 5 de agosto en la Supertaça Cândido de Oliveira de 2017, siendo titular junto a Jonas y marcando el segundo gol en la victoria por 3-1 ante el Vitória de Guimarães. Cuatro días más tarde, debutó en la Primeira Liga en una victoria por 3-1 en casa contra el Braga. En octubre de ese año, el exfutbolista del Benfica Nuno Gomes lo elogió como un jugador valioso para el equipo. En su primera temporada en el Benfica, Seferović marcó seis goles en todas las competiciones, todos ellos en la primera mitad de la campaña, tras la cual perdió su papel de apoyo a Jonas en favor de Raúl Jiménez.
A pesar de comenzar la temporada 2018-19 como la cuarta opción ofensiva del técnico Rui Vitória, Seferović se convirtió en el máximo goleador del equipo el 11 de enero de 2019, bajo la dirección de Bruno Lage. En la campaña liguera, Seferović marcó el gol de la victoria en casa contra el Porto (1-0), marcó el gol de la victoria contra el Vitória de Guimarães a domicilio (0-1), marcó el primer gol en la victoria a domicilio contra el Sporting de Lisboa (4-2), y marcó dos goles en la goleada contra el Nacional (10-0). A nivel internacional, marcó un nuevo gol, esta vez en la victoria por 2-1 sobre el Galatasaray en los octavos de final de la Europa League, el 14 de febrero, ayudando al Benfica a sellar su primera victoria en Turquía. Con este gol, su decimoséptimo en total esa temporada, se convirtió temporalmente en el máximo goleador de todas las ligas del mundo en 2019, con una cifra de 10 goles. Sus 23 goles en la liga le valieron la Bola de Prata, convirtiéndose en el segundo jugador suizo (después de Alexander Frei) en ser el máximo goleador de una liga extranjera.
En la temporada 2019-20, las titularidades y los goles disminuyeron por el dominio del brasileño Carlos Vinícius. Al año siguiente, con el brasileño cedido al Tottenham Hotspur, volvió a la primera línea y marcó 22 goles, uno menos que el máximo goleador, Pedro Gonçalves, del Sporting.

#### Cesiones
El 20 de julio de 2022 fue cedido al Galatasaray S. K. por una temporada. Esta no la completó en Turquía, ya que el 31 de enero de 2023 se anunció su llegada al R. C. Celta de Vigo para lo que quedaba de campaña. Cuando esta terminó abandonó definitivamente la entidad lisboeta tras ser traspasado al Al-Wasl F. C. No fue el único equipo emiratí en el que militó, ya que en enero de 2025 se unió al Al-Nasr S. C. y en agosto de ese mismo año al United F. C.

## Selección nacional
Debutó con la selección sub-17 de Suiza en el Mundial de 2009. No pudo tener mejor debut, Suiza ganó el título y Haris fue el máximo goleador del torneo, junto con Borja Bastón, Sani Emmanuel y Sebastián Gallegos, marcando 5 goles. También fue decisivo en la final, donde Suiza venció a Nigeria, 1-0 gracias a un gol suyo de cabeza en el 63'. Fue nombrado mejor talento joven de Suiza.
En 2009 también fue nombrado el mejor talento joven suizo del año.
El 1 de septiembre de 2011, durante el partido clasificatorio del Campeonato Europeo 2013, debutó contra Estonia, en su primer partido con Suiza sub-21 en Tallin. Marca su primer gol con Suiza sub-21 en Sion, el 5 de septiembre de 2011 durante el partido de eliminación para de la Eurocopa 2013 ante Croacia sub-21.
Recibe la llamada para jugar con la selección absoluta para el amistoso contra Grecia, el 6 de febrero de 2013, donde hizo su debut saltando al césped en el 69'en lugar de Mario Gavranović. Anotó su primer gol con la selección absoluta, el 8 de junio de 2013 ante Chipre, que terminó 1-0, para los suizos, en un partido de clasificación para el Mundial de Brasil 2014.
El 13 de mayo de 2014 el entrenador de la selección de Suiza, Ottmar Hitzfeld, incluyó a Seferović en la lista oficial de 23 jugadores convocados para afrontar la Copa Mundial de Fútbol de 2014.
El 4 de junio de 2018 el seleccionador Vladimir Petković lo incluyó en la lista de 23 para el Mundial.

### Participaciones en Copas del Mundo
| Mundial                        | Sede   | Resultado        | Partidos | Goles |
| ------------------------------ | ------ | ---------------- | -------- | ----- |
| Copa Mundial de Fútbol de 2014 | Brasil | Octavos de final | 4        | 1     |
| Copa Mundial de Fútbol de 2018 | Rusia  | Octavos de final | 3        | 0     |
| Copa Mundial de Fútbol de 2022 | Catar  | Octavos de final | 3        | 0     |

### Participaciones en Eurocopas
| Copa          | Sede    | Resultado        | Partidos | Goles |
| ------------- | ------- | ---------------- | -------- | ----- |
| Eurocopa 2016 | Francia | Octavos de final | 4        | 0     |
| Eurocopa 2020 | Europa  | Cuartos de final | 5        | 3     |

## Clubes
| Club                         | País     | Año       |
| ---------------------------- | -------- | --------- |
| Grasshoppers                 | Suiza    | 2008-2010 |
| ACF Fiorentina               | Italia   | 2010-2013 |
| Neuchâtel Xamax (cedido)     | Suiza    | 2011-2012 |
| U. S. Lecce (cedido)         | Italia   | 2012      |
| Novara Calcio (cedido)       | Italia   | 2013      |
| Real Sociedad                | España   | 2013-2014 |
| Eintracht Fráncfort          | Alemania | 2014-2017 |
| S. L. Benfica                | Portugal | 2017-2023 |
| Galatasaray S. K. (cedido)   | Turquía  | 2022-2023 |
| R. C. Celta de Vigo (cedido) | España   | 2023      |
| Al-Wasl F. C.                | EAU      | 2023-2025 |
| Al-Nasr S. C.                | EAU      | 2025      |
| United F. C.                 | EAU      | 2025-     |

## Palmarés

### Títulos nacionales
| Título                                    | Club          | País     | Año  |
| ----------------------------------------- | ------------- | -------- | ---- |
| Supercopa de Portugal                     | S. L. Benfica | Portugal | 2017 |
| Primeira Liga                             | S. L. Benfica | Portugal | 2019 |
| Supercopa de Portugal                     | S. L. Benfica | Portugal | 2019 |
| Copa Presidente de Emiratos Árabes Unidos | Al-Wasl F. C. | EAU      | 2024 |
| UAE Pro League                            | Al-Wasl F. C. | EAU      | 2024 |

### Títulos internacionales
| Título                        | Club (*)     | País    | Año  |
| ----------------------------- | ------------ | ------- | ---- |
| Copa Mundial de Fútbol Sub-17 | Suiza sub-17 | Nigeria | 2009 |

(*) Incluye la selección.

### Distinciones individuales
| Distinción                                     | Año  |
| ---------------------------------------------- | ---- |
| Máximo goleador de la Primeira Liga (23 goles) | 2019 |